# Fusconaia escambia
Fusconaia escambia är en musselart som beskrevs av Clench och Turner 1956. Fusconaia escambia ingår i släktet Fusconaia och familjen målarmusslor. IUCN kategoriserar arten globalt som starkt hotad. Inga underarter finns listade i Catalogue of Life.